# زهره فکورصبور
زهره فکورصبور (۱ فروردین ۱۳۵۷ – ۱۰ اسفند ۱۴۰۰) بازیگر اهل ایران بود. او فعالیت خود را در دههٔ ۱۳۷۰ آغاز کرد و عمدتاً در آثار تلویزیونی حضور داشت.
زهره فکورصبور در اسفند ۱۴۰۰ بر اثر خودکشی درگذشت. او در حالی درگذشت که مشغول بازی در مجموعهٔ تلویزیونی بی‌همگان به کارگردانی بهرنگ توفیقی بود.

## زندگی
زهره فکورصبور ۱ فروردینِ ۱۳۵۷ در تهران زاده شد. او در یک خانواده هفت‌نفره زندگی کرد و دارای سه خواهر و یک برادر بود. وی فارغ‌التحصیل مقطع دیپلم بود.
او نخستین بار در نیمهٔ دههٔ ۱۳۷۰ در سریال غبار نور  مقابل دوربین رفت، اما این سریال با چند سال تأخیر از تلویزیون پخش شد. زهره فکورصبور همچنین در یک قسمت از مجموعه تلویزیونی آژانس دوستی و سپس در سریال روزگار جوانی ایفای نقش کرد. کاشانه و همسفر ساختهٔ قاسم جعفری محصول اواخر دههٔ ۱۳۷۰ بود که فکورصبور در آن‌ها بازی کرد و سریال مسافری از هند (۱۳۸۲) ساختهٔ همین کارگردان محبوبیت او را بیشتر کرد.
فکورصبور در دو سریال ریحانه و نرگس ساختهٔ سیروس مقدم ایفای نقش کرد و در سال ۱۳۸۸ در سریال  دلنوازان مقابل دوربین رفت. در دههٔ ۹۰ هم در مجموعه‌هایی مانند پایتخت ۳ به کارگردانی سیروس مقدم و دو فصل سریال دردسرهای عظیم ساخته برزو نیک‌نژاد بازی کرد. فکورصبور از ابتدای دههٔ ۱۳۸۰ با فیلم بوی گل سرخ وارد سینمای ایران شد. اما به اندازهٔ تلویزیون در سینما موفق نبود. بازی در پنج فیلم سینمایی در کارنامه او ثبت شده است. آخرین حضور وی در تلویزیون با کامیون در سال ۱۳۹۹ به کارگردانی مسعود اطیابی بود.

## درگذشت

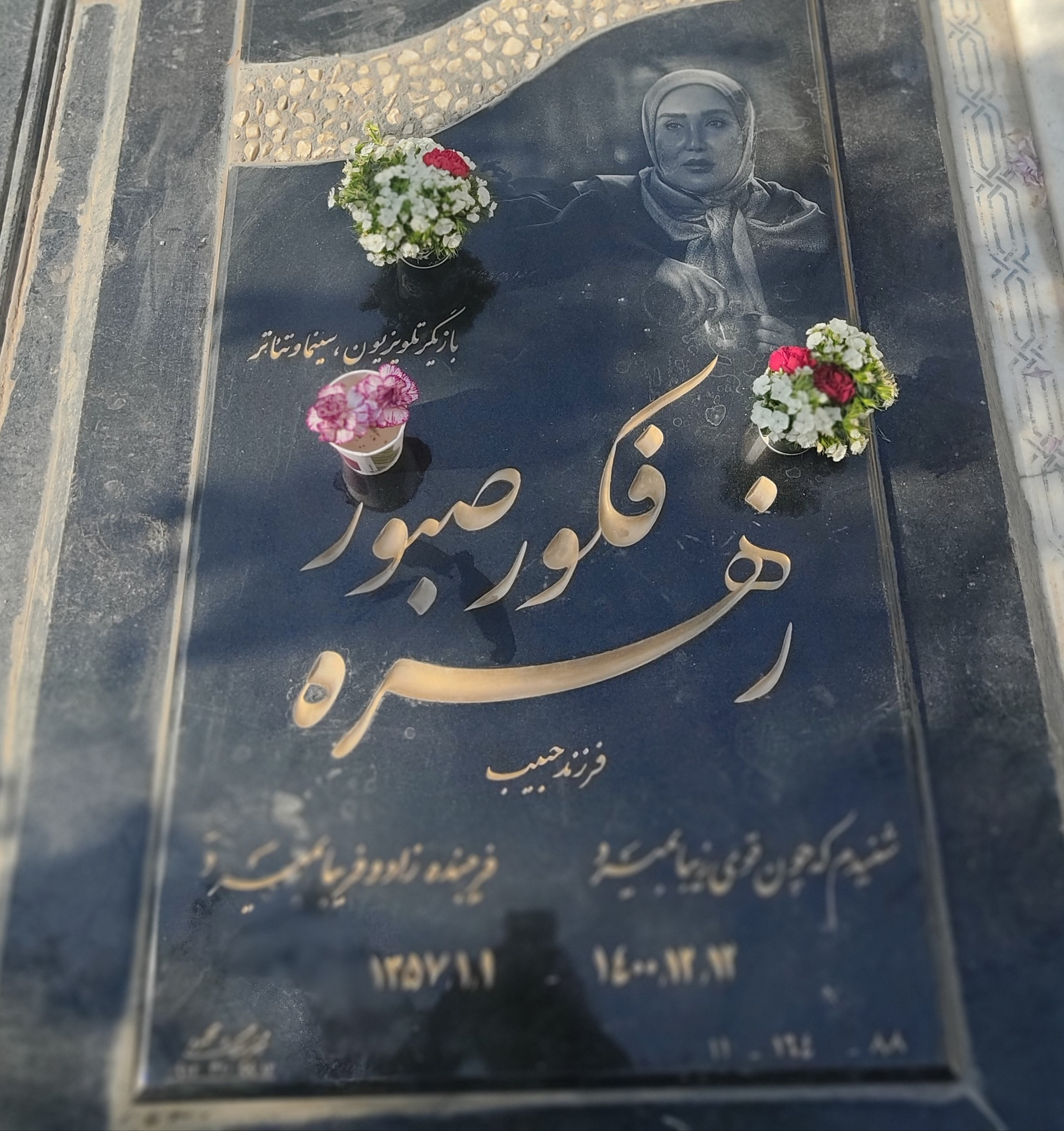
قبر زهره فکورصبور در قطعه هنرمندان بهشت زهرا

فکورصبور در ۱۰ اسفند ۱۴۰۰ در ۴۳ سالگی درگذشت. منابع رسمی علت مرگ او را اعلام نکردند. به نوشته خبرگزاری تسنیم، وی پس از مصرف تعدادی قرص جان باخته است. منابع دیگری نیز می‌گویند که او در زندگی‌اش مشکل داشته و به دلیل خوردن بیش از حد قرص اعصاب اوردوز کرده است. همشهری‌آنلاین گفت که او ۱۰۰ عدد قرص آرام‌بخش مصرف کرده است. منابع غیررسمی نیز از احتمال خودکشی او خبر دادند و این موضوع در شبکه‌های اجتماعی بازتاب گسترده یافت. آخرین پستی که او در اینستاگرام، منتشر کرده بود بخشی از یک مصاحبه تلویزیونی‌اش با برنامه زنده رود بود که در جواب سؤالی می‌گوید: «اگر به گذشته برگردم، اصلاً بازیگر نمی‌شوم. خداراشکر اتفاقات خوبی هم برایم افتاد. اما از بچگی دنبال زندگی آرام و بی‌دغدغه بودم.» مجری، حمید فراهانی‌راد، نوشت که احتمالاً دلیل خودکشی فکورصبور حرف‌های خارج از عرف یک پاپاراتزی به نام امین فردین در فضای مجازی بوده است.
پیکر فکورصبور در قطعه هنرمندان بهشت زهرا دفن شد.
در ۱۹ اردیبهشت ۱۴۰۳ گزارش شد که یک تاجر ایرانی به نام محمدرضا نجاتی اسلاملو به اتهام اغفال، تهدید، اخاذی و کلاهبرداری از فکورصبور و چند شکایت دیگر در این زمینه بازداشت شده است. او از اتهام قتل یا ترغیب به خودکشی تبرئه شد اما به‌علت فیلمبرداری از روابط جنسی زهره فکورصبور، تلاش برای اخاذی و تهدید به پخش فیلم در فضای مجازی در دادگاه محکوم شد. این فرد درنهایت به تحمل ۴ سال حبس، جزای نقدی و رد مال محکوم شد و در حال حاضر در زندان به سر می‌برد.

## فیلم‌شناسی

### سینمایی
| سال  | فیلم             | کارگردان           | توضیحات |
| ---- | ---------------- | ------------------ | ------- |
| ۱۳۸۰ | بوی گل سرخ       | ناصر محمدی         | سینمایی |
| ۱۳۸۶ | دوشیزه باران     | محمدعلی سلیمان تاش | سینمایی |
| ۱۳۸۷ | بگو که رؤیا نیست | مهدی گلستانه       | سینمایی |
| ۱۳۸۹ | کنسرت روی آب     | جهانگیر جهانگیری   | سینمایی |
| ۱۳۹۰ | یه دروغ کوچولو   | نصرت‌الله قاضی‌مقدم  | ویدئویی |
| ۱۳۹۱ | مشت زن           | روزبه روحی پور     | ویدئویی |
| ۱۳۹۸ | جزیره            | نوید اسماعیلی      | سینمایی |
| ۱۳۹۸ | ناک اوت          | فرناز امینی        | سینمایی |

### شبکه نمایش خانگی
| سال  | فیلم      | کارگردان    |
| ---- | --------- | ----------- |
| ۱۳۹۷ | عروس بندر | امیر معقولی |

### فیلم‌های تلویزیونی (تله فیلم‌ها)
| سال  | فیلم             | کارگردان               | توضیحات        |
| ---- | ---------------- | ---------------------- | -------------- |
| ۱۳۹۶ | انار             | حسین حلاج              | فیلم تلویزیونی |
| ۱۳۹۰ | با من بمان دخترم | نصرت‌الله قاضی‌مقدم      |                |
| ۱۳۸۹ | سجل              | احمد کاوری             |                |
| ۱۳۸۷ | بگو که رؤیا نیست | مهدی گلستانه           |                |
| ۱۳۸۷ | من،تو،او         | محمدصادق پروین آشتیانی | در نقش ندا     |
| ۱۳۸۶ | الفبا            | کاظم معصومی            | فیلم تلویزیونی |
| ۱۳۸۶ | آخرین اجرا       | اسماعیل فلاح‌پور        |                |

### مجموعه‌های تلویزیونی
| سال       | عنوان مجموعه      | کارگردان                | نقش       | توضیحات                  |
| --------- | ----------------- | ----------------------- | --------- | ------------------------ |
| ۱۳۷۸–۱۳۷۵ | غبار نور          | محمدرضا اصلانی          |           | شبکه ۱                   |
| ۱۳۷۶      | آژانس دوستی       | احمد رمضان‌زاده          | یک قسمت   | شبکه ۱ قسمت تدبیر قانونی |
| ۱۳۷۷      | باغ کوچک بی بی گل | مهدی قاسمی              |           | شبکه ۱                   |
| ۱۳۷۷      | روزگار جوانی      | اصغر توسلی              |           | شبکه تهران               |
| ۱۳۷۸      | یکی بود، یکی نبود | جواد ارشاد              |           | شبکه ۱                   |
| ۱۳۷۸      | کاشانه            | قاسم جعفری              |           | شبکه ۳                   |
| ۱۳۷۹      | همسفر             | قاسم جعفری              | میترا     | شبکه ۳                   |
| ۱۳۷۹      | نیستان            | حسین مختاری             |           | شبکه ۳                   |
| ۱۳۸۰      | گروه هفت          | فریال بهزاد             |           | شبکه تهران               |
| ۱۳۸۰      | روزهای آرزو       | شاهرخ حمیدی مقدم        |           | شبکه ۱                   |
| ۱۳۸۱      | سه، پنج، دو       | مهرداد غفارزاده         |           | شبکه ۲                   |
| ۱۳۸۲      | مسافری از هند     | قاسم جعفری              |           | شبکه ۳                   |
| ۱۳۸۲      | مسافر پردردسر     | شاهرخ حمیدی مقدم        |           | شبکه ۱ و شبکه سحر        |
| ۱۳۸۳      | کمکم کن           | قاسم جعفری              | شیوا      | شبکه ۲ پخش در ماه رمضان  |
| ۱۳۸۳      | فصل زرد           | محمدرضا زهتابی          | مریم      | شبکه ۱                   |
| ۱۳۸۴      | ریحانه            | سیروس مقدم              | شقایق     | شبکه ۳                   |
| ۱۳۸۵      | نرگس              | سیروس مقدم              | پری       | شبکه ۳                   |
| ۱۳۸۵      | ازنفس‌افتاده       | قاسم جعفری              | نامزد آرش | شبکه ۱                   |
| ۱۳۸۵      | آدمخوار           | جواد مزدآبادی           |           | شبکه ۲                   |
| ۱۳۸۷      | کارآگاهان         | حمید لبخنده             | سروان صبا | شبکه ۳                   |
| ۱۳۸۷      | روزهای زیبا       | جواد افشار              | دوست زیبا | شبکهٔ تهران               |
| ۱۳۸۸      | دلنوازان          | حسین سهیلی‌زاده          | ستایش     | شبکه ۳                   |
| ۹۳–۱۳۹۲   | پایتخت ۳          | سیروس مقدم              |           | شبکهٔ ۱                   |
| ۱۳۹۴      | دردسرهای عظیم     | برزو نیک‌نژاد            | آرزو      | شبکه ۳                   |
| ۱۳۹۵      | دردسرهای عظیم ۲   | برزو نیک‌نژاد            | آرزو      | شبکه ۳                   |
| ۱۳۹۶      | پنچری             | برزو نیک‌نژاد            | افسانه    | شبکه ۳                   |
| ۱۳۹۷      | دنگ و فنگ روزگار  | جواد مزدآبادی           | روشن      | شبکه ۱                   |
| ۱۳۹۸      | کامیون            | سیدمسعود اطیابی         |           | شبکه ۲                   |
| ۱۴۰۱      | بی‌همگان           | بهرنگ توفیقی اصغر هاشمی | مهشید     | شبکه ۳                   |

### تئاتر
- کافه شبنم
- هملت